# Explorador (buque)

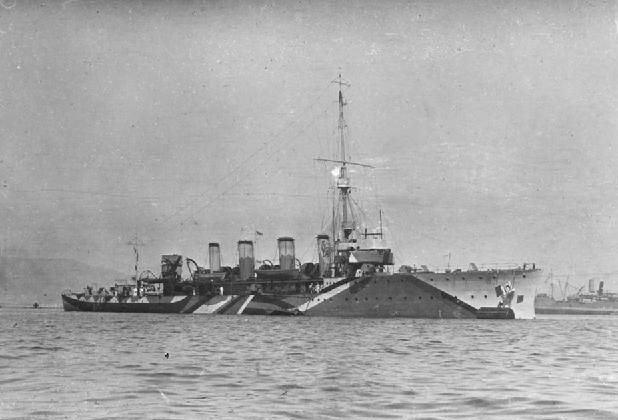
Explorador británico HMS Adventure pintado de camuflaje durante la Primera Guerra Mundial.

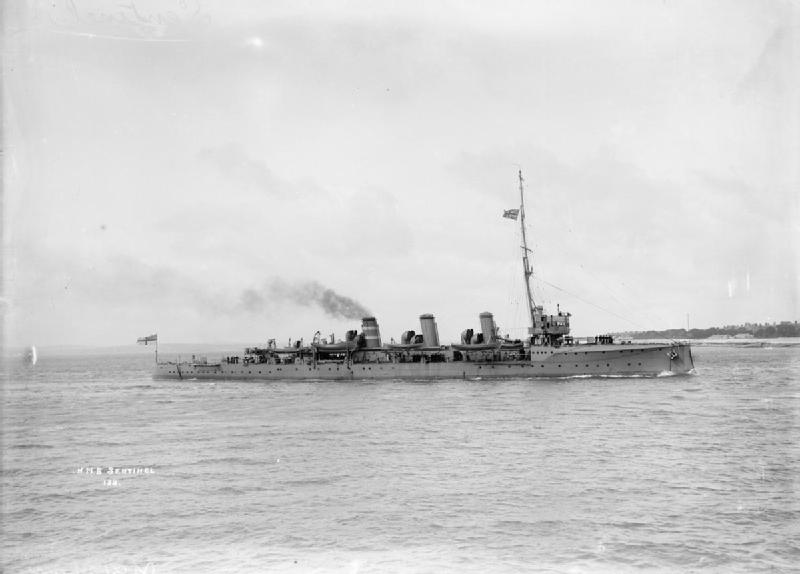
HMS Sentinel, otro "scout cruiser" británico

Un explorador o crucero explorador era un tipo de buque de guerra de principios del siglo XX. Se caracterizaba por ser más pequeño, más rápido y estaba más ligeramente armado y blindado que los cruceros protegidos o cruceros ligeros, pero más grande que los destructores o contratorpederos contemporáneos. 

## Características
Estaba destinado a tareas de exploración de flotas y solía actuar como líder o conductor de flotilla de destructores.
Un crucero explorador generalmente estaba armado de forma semejante a un destructor, con cañones de calibre de 76 mm a 120 mm y tubos lanzatorpedos.
Debido a su forma de operar, necesitaban una alta autonomía, comparable a la de un crucero, pero sin la necesidad de un armamento o protección equivalente, tanto que la marina británica los llamó "scout cruiser", es decir, crucero explorador. 
Por lo tanto, las características fundamentales de estas unidades tenían que ser una gran velocidad y maniobrabilidad y un armamento adecuado para mantener el choque con unidades enemigas similares. La autonomía y las características náuticas podrían ser diferentes dependiendo del teatro operativo en el que se preveía el uso (básicamente el Adriático en la Primera Guerra Mundial, el Mediterráneo y, finalmente, el Atlántico en la Segunda Guerra Mundial. Tampoco se consideró necesario ni un arma de ataque para barcos más grandes (grandes cruceros y acorazados) ya que este tipo de contacto, potencialmente letal para el explorador, tenía que evitarse en principio, ni un blindaje protector que hubiera añadido innecesariamente peso al buque.
En realidad, las características específicas de las diversas clases de exploradores que sirvieron en la Marina Real Británica (Royal Navy) fueron bastante variadas, cambiaron en diferentes momentos y eventualmente incorporaron unidades con las características de exploradores, cruceros ligeros, destructores y exploradores ligeros. Por lo tanto, formaron un "tipo" de buques bastante heterogéneo, no solo a lo largo del arco de la historia, sino también dentro de los períodos operativos respectivos: muchas de estas unidades estaban equipadas con tubos de torpedos y dispositivos para colocar minas, mientras que algunos estaban equipados con un blindaje ligero (y, por otra parte, apenas eficaz). De hecho, la mayoría de los exploradores fueron reclasificados en 1938 como destructores, mientras que los de poco más de 3.000 toneladas fueron reclasificados en varios momentos como cruceros ligeros.

## Historia

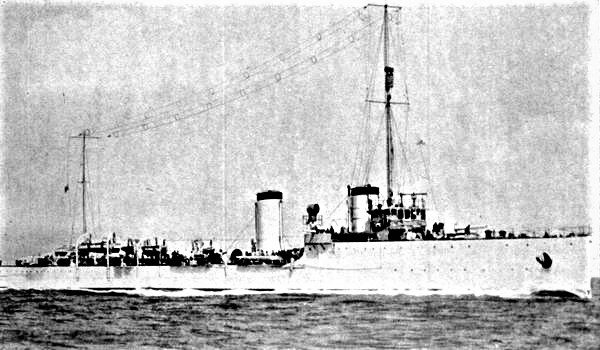
El explorador italiano "Carlo Mirabello".

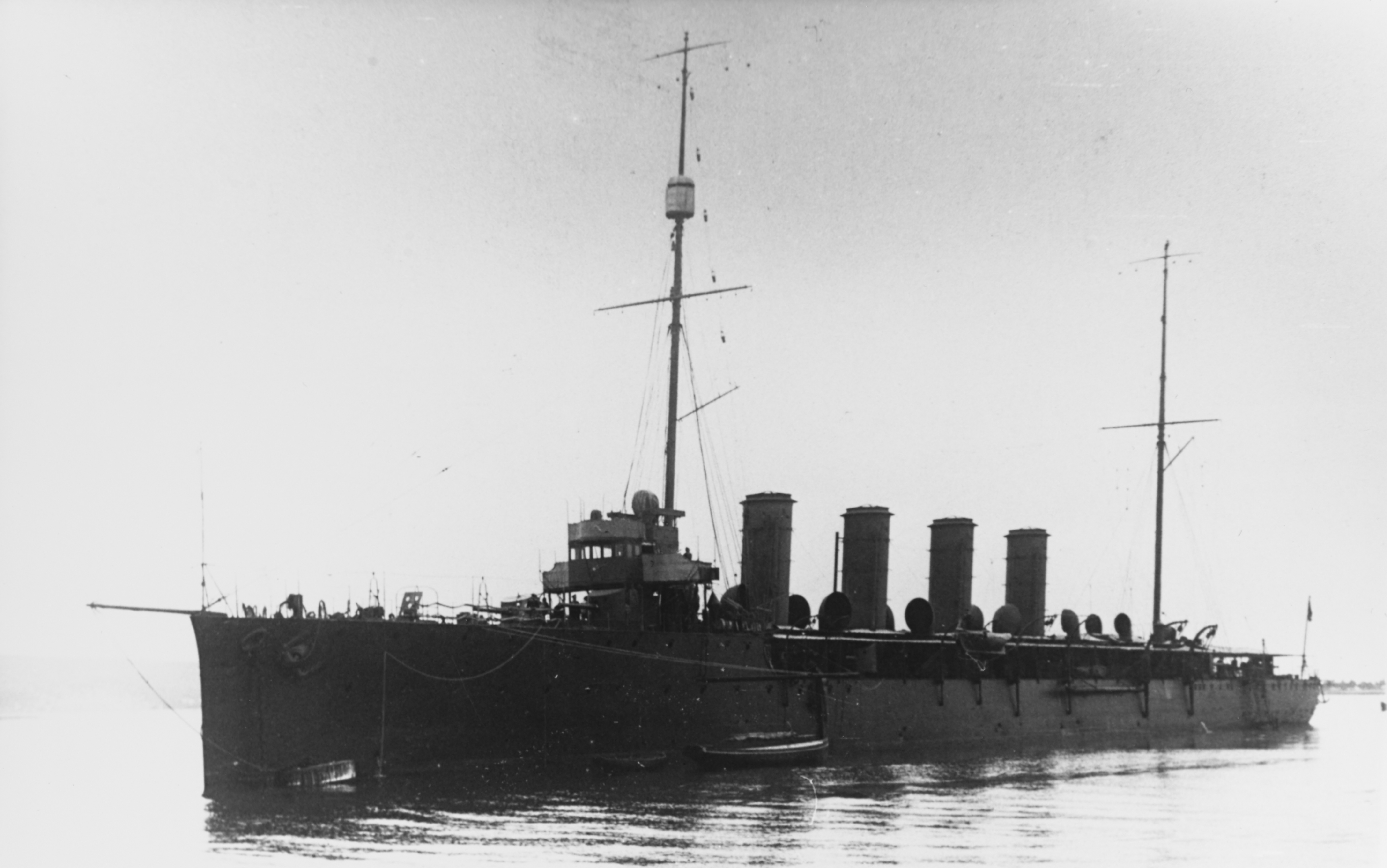
El "SMS Admiral Spaun", explorador austriaco.

Los británicos fueron los primeros en operar cruceros exploradores, cuando la Royal Navy adquirió 15 buques divididos en dos grupos distintos: los ocho buques ordenados bajo el Programa 1903 y los siete buques posteriores de armamento más pesado ordenados bajo los Programas 1907-1910. 
Todos estos navíos sirvieron en la Primera Guerra Mundial, cuando el advenimiento de una mejor maquinaria y destructores y cruceros ligeros más grandes y rápidos, ya los había vuelto obsoletos.
El otro gran operador de cruceros exploradores, aparte de Alemania, Francia y Estados Unidos, fue Italia. Sin cruceros protegidos convencionales o cruceros ligeros planeados entre 1900 y 1928, la Marina Italiana o Regia Marina en su lugar operaba una serie de cruceros exploradores (esploratori) desde 1912 en adelante. Con un tamaño que iba desde destructores ampliados hasta naves sustanciales parecidas a cruceros ligeros, a estos "esploratori" también se les dieron capacidades secundarias como minadores rápidos. Los "esploratori" posteriores, como la clase Leone, llevaban armamento extremadamente pesado para su tamaño modesto, capaz de superar a cualquier destructor de principios de la década de 1920. Sin embargo, en 1938, los "esploratori" supervivientes fueron reclasificados como destructores.

## Diseños de exploradores de varias marinas

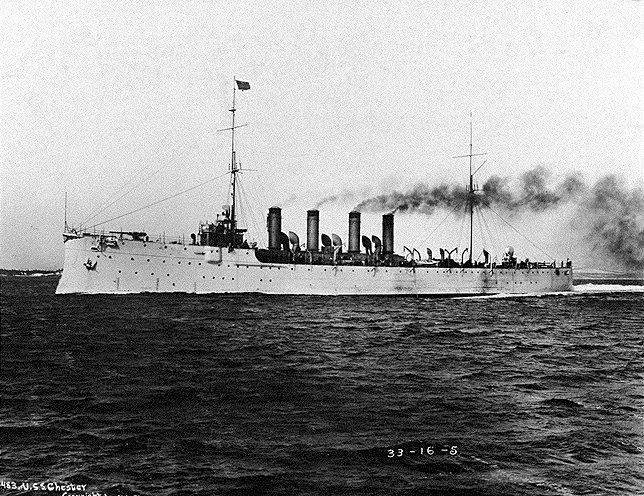
El crucero ligero estadounidense USS Chester.

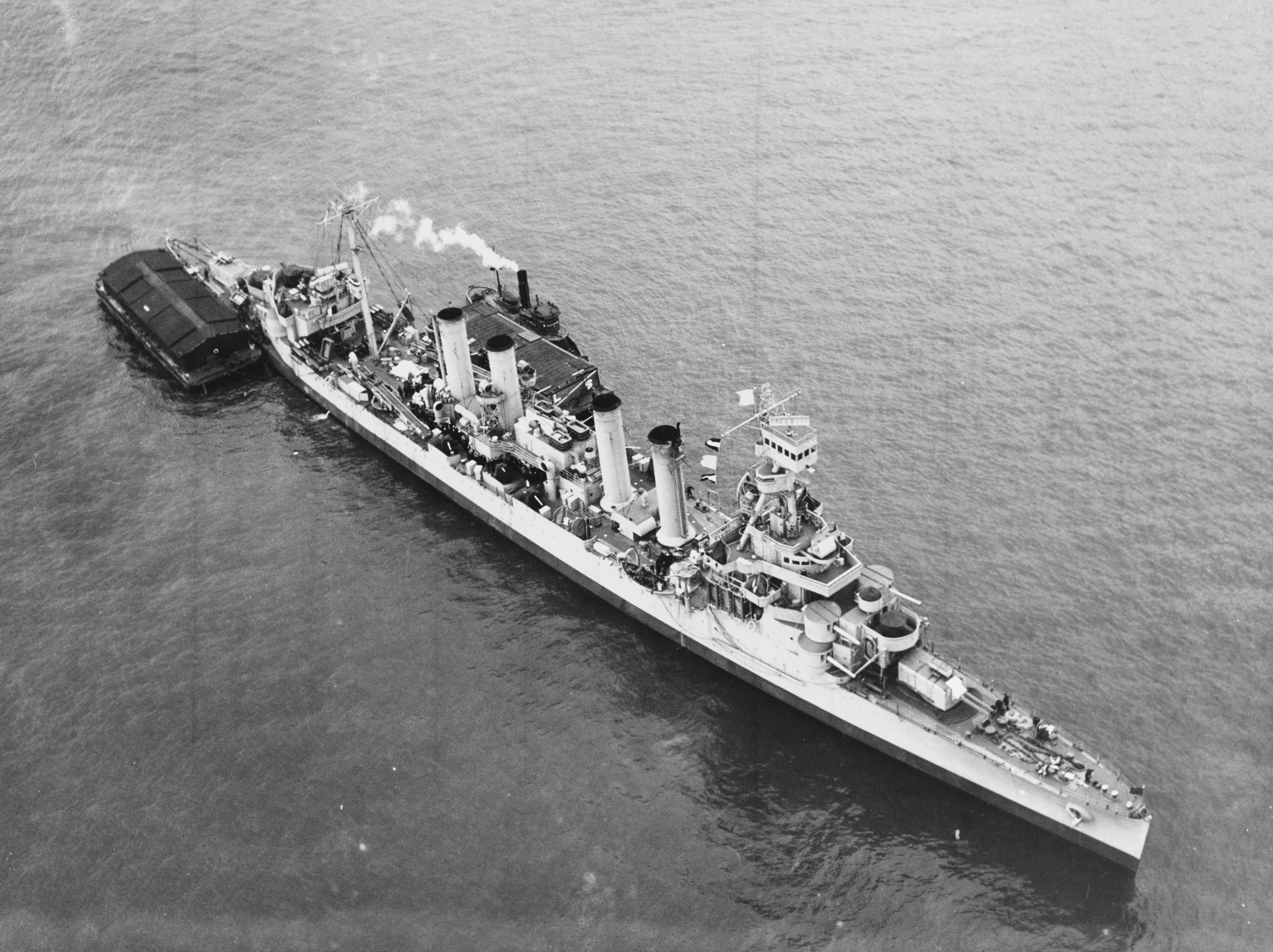
El USS Omaha en la bahía de New York, 10 de febrero de 1943.

### Marina Austro-Húngara
- Crucero Admiral Spaun
- Clase Novara

### Marina brasileña
- Clase Bahia

### Marina peruana
- Clase Almirante Grau

### Marina italiana
Nota: esta lista incluye los "super-destructores" catalogados como exploradores (esploratori) de Italia.
- Clase Agordat - cruceros protegidos, reclasificados como esploratori de 1914 a 1921.
- Crucero Quarto
- Clase Nino Bixio
- Clase Alessandro Poerio
- Clase Carlo Mirabello
- Clase Aquila
- Clase Leone
- Clase Capitani Romani - originalmente clasificados como exploradores oceánicos, después reclasificados como cruceros ligeros.

### Marina rumana
- Clase Aquila (2 buques)

### Marina británica
- Clase Sentinel
- Clase Adventure
- Clase Forward
- Clase Pathfinder
- Clase Boadicea
- Clase Blonde
- Clase Active

### Marina de Estados Unidos
- Clase Chester - más tarde, reclasificados como cruceros ligeros.
- Clase Omaha - Los primeros tres buques de la clase fueron designados "scout cruiser" cuando fueron ordenados, pero en 1920, antes de que fueran botados, la marina estadounidense revisó su sistema de clasificación y fueron clasificados como cruceros ligeros.